# Parque Estadual do Rio Guarani

Localização no mapa do estado do Paraná

O Parque Estadual do Rio Guarani está localizado no oeste do Paraná, no município de Três Barras do Paraná.
Possui grande extensão de florestas, com rios e vegetação, ainda bem preservadas. A vegetação da região é de transição, caracterizada pela Floresta Estacional Semidecidual e a Floresta Ombrófila Mista.
Abriga inúmeras espécies de animais, tais como porcos do mato, catetos, onças, antas, quatis, macacos, tatus, porcos espinhos, cutias, gatos do mato, jaguatiricas, pacas, capivaras, etc., além de aves, insetos, répteis.
Foi criado por intermédio do decreto 2 322 de 19 de julho de 2000 do Governo do Paraná, com área de 2 235,00 (ha). Pequenas construções estão sendo implantadas para abrigar funcionários e pesquisadores, porém em decorrência da pequena verba destinada, certamente não poderá ser implantado um centro de atendimento para a visitação do público em geral.